# Kaplica pamięci ochotników bułgarskich w Kiszyniowie
Kaplica pamięci ochotników bułgarskich (rum. Capela în memoria voluntarilor bulgari) – zabytkowa prawosławna cerkiew w Kiszyniowie, w dzielnicy Rîșcani. Wzniesiona w miejscu, gdzie 12 kwietnia 1877 r. odbył się przegląd wojsk rosyjskich wraz z towarzyszącymi im ochotnikami pochodzenia bułgarskiego i mołdawskiego, zanim oddziały te udały się na wojnę z Turcją. 

## Historia
Niewielka cerkiew została wzniesiona na terenie dawnego hipodromu, gdzie 12 kwietnia 1877 r. odbył się przegląd oddziałów rosyjskich oraz grup ochotników bułgarskich i mołdawskich udających się na wojnę z Turcją. Wcześniej ochotnicy bułgarscy w tym właśnie miejscu odbywali szkolenie wojskowe. 
Cerkiew, której patronem został św. Aleksander Newski, została wyświęcona w 1882 r. przez arcybiskupa kiszyniowskiego i chocimskiego Pawła. Autorem projektu świątyni był miejski architekt Kiszyniowa Leopold Szejdewandt. Pierwotnie budynek był częścią kompleksu domu inwalidów wojny z Turcją. 
W dwudziestoleciu międzywojennym obiekt przestał być użytkowany liturgicznie i został zaadaptowany na magazyn należący do nieodległego kiszyniowskiego lotniska. Następnie urządzono w nim kasę, gdzie pracownicy lotniska otrzymywali wypłatę. Później budynek został całkowicie porzucony i miał zostać w latach 60. XX wieku zburzony. Mieszkańcy pobliskiej ulicy skutecznie protestowali jednak przeciwko rozbiórce. W 1969 r. w dawnej cerkwi urządzone zostało muzeum ochotników bułgarskich. Trzy lata wcześniej w niewielkiej odległości od budynku wzniesiono obelisk pamięci tychże ochotników.
Na początku lat 90. budynek został zwrócony Mołdawskiemu Kościołowi Prawosławnemu. Po przywróceniu budynku do użytku liturgicznego zmieniono jego wezwanie na Wszystkich Świętych.

## Architektura
Kaplica została wzniesiona na planie ośmioboku, bez przedsionka, w stylu neorosyjskim z elementami neoklasycystycznymi. Budowlę wieńczy dach hełmowy z latarnią. W latach 90. i ponownie w 2011 r. obiekt został – bez zezwolenia mołdawskiego Ministerstwa Kultury i mimo protestów aktywistów miejskich – rozbudowany, a w jego wnętrzu wykonano nową dekorację malarską, co doprowadziło do poważnego przekształcenia zabytkowego budynku.